# Liste des municipalités de l'État du Roraima
L'État du Roraima, au Brésil compte 15 municipalités (municípios en portugais).

## Municipalités
- Amajari
- Alto Alegre
- Boa Vista  (capitale de l'État du Roraima)
- Bonfim
- Cantá
- Caracaraí
- Caroebe
- Iracema
- Mucajaí
- Normandia
- Pacaraima
- Rorainópolis
- São João da Baliza
- São Luiz
- Uiramutã

## Sources
- Infos supplémentaires (cartes simple et en PDF, et informations sur l'État).
- Infos sur les municipalités du Brésil
- Liste alphabétique des municipalités du Brésil